# Mes lunar

Animació de la Lluna amb les seves diferents fases, vistes des de l'hemisferi nord. La flotació aparent de la Lluna es coneix com a libració.

Un mes lunar és una unitat de temps que correspon a la durada entre dues aparicions d'una posició relativa de la Lluna i la Terra.
Igual que amb la definició de l'any, no hi ha una única definició del mes lunar, sinó un conjunt de definicions que condueixen a durades similars segons el fenomen utilitzat com a referència. Com que el punt de referència és variable, no hi ha res que indiqui la definició exacta del fenomen lunar.

## Astronomia
Com amb qualsevol estrella en òrbita, distingim cinc tipus de període de revolució. Per tant, definim per a la Lluna un mes lunar sideral, un mes lunar sinòdic, un mes lunar anomalistic, un mes lunar tropical i un mes lunar draconític.

### Mes sideral
Un mes lunar sideral correspon al període orbital de la Lluna, és a dir, al temps que triga la Lluna a completar una revolució de la seva òrbita, mesurat en un marc de referència galileà. ; també és el temps que triga la Lluna, vista des de la Terra, a tornar a la mateixa posició respecte a les estrelles de l'esfera celeste. Com que la rotació de la Lluna és síncrona, aquest és també el seu període de rotació mitjà.
El mes lunar sideral té una durada aproximada de 27.321.661.547 dies.

### Mes sinòdic
Un mes lunar sinòdic, generalment anomenat llunació, correspon a l'interval entre dues llunes noves consecutives.
El mes sinòdic té una durada de 29.530.588 88 dies.
Un mes sinòdic és més llarg que un mes sideral perquè el sistema Terra-Lluna orbita al voltant del Sol. Per tant, sembla que es mou per l'esfera celeste i la Lluna triga 2,21 dies més a recuperar la seva posició aparent en relació amb ella.
El mes sinòdic és la durada més comuna per expressar un cicle lunar.

### Mes anomalista
Un mes lunar anomalistic és l'interval de temps entre dos perigeus de la Lluna, és a dir, el punt de la seva òrbita més proper a la Terra. L'eix major de l'òrbita lunar, que connecta el seu perigeu i apogeu, pateix un fenomen de precessió causat per les forces de marea solar.
El mes anomalista té una mitjana de 27.554.550 dies. La precessió de l'eix major lunar té un període de 3.232,6 dies, o sigui 8,85 anys.

### Mes tropical
Un mes lunar tropical és el temps que triga la Lluna a tornar a la mateixa longitud eclíptica és lleugerament més curt que un mes sideri a causa de la precessió dels equinoccis
El mes tropical té una durada mitjana de 27.321.582 dies. La precessió dels equinoccis té un període d'uns 26.000 ans.

### Mes draconític
Un mes lunar draconític és el període entre dos passos de la Lluna al mateix node de la seva òrbita. ; els nodes són els punts on l'òrbita lunar interseca el pla de l'òrbita terrestre. El mes draconític és més curt que el mes sideral a causa de la precessió dels nodes lunars ; això, causat principalment per l'aplanament de la Terra, fa que els nodes girin al llarg del pla de l'eclíptica.
El terme " draconític » o el més antic de « dracòntic » prové del fet que el node ascendent i el node descendent s'anomenaven « cap "I" cua » del Drac, un animal mitològic que s'empassa el Sol o la Lluna en el moment dels eclipsis L'eix del pla orbital de la Lluna apunta cap a la constel·lació de Draco i descriu un cercle imaginari en 18,6 anys.
Un mes draconític té una durada mitjana de 27.212.221 dies. El nombre de mesos dracònics supera en un el dels mesos siderals després de 6.793,5 dies, o sigui 18,6 anys, que correspon al temps que triguen els nodes lunars a completar una revolució sobre el pla de l'eclíptica.

## Calendaris lunars
En els calendaris lunars o lunisolars, un mes lunar correspon a dues alineacions successives del Sol, la Terra i la Lluna ( sizígies idèntiques). Els fenòmens astronòmics considerats, però, difereixen.
En les tradicions europees i de l'Orient Mitjà (i, especialment, en el calendari musulmà ), un mes comença quan la primera mitja lluna després de la lluna nova es fa visible el vespre següent a la conjunció amb el Sol. A l'antic Egipte, el mes lunar començava quan la Lluna ja no es podia veure, just abans de la sortida del sol. Altres calendaris utilitzen una Lluna calculada (com el calendari hebreu des de Hillel II ) o un mètode tabular (com la Lluna Pasqual del còmput ). Encara hi ha qui considera dues llunes plenes successives.
Tots aquests mètodes condueixen a aproximar-se a la durada mitjana del mes sinòdic ( 29,530588 jours ). Per tant, els calendaris lunars utilitzen mesos de 29 o 30 dies, seguint seqüències regulars o irregulars.

## Comparacions
Els valors que es mostren a continuació són valors mitjans
| Mes            | Durada     | Durada      | Durada                                 |
| Mes            | Dies       | Segons      | Detall                                 |
| -------------- | ---------- | ----------- | -------------------------------------- |
| Mes draconític | 27.212 20  | 2.351.136,0 | 27 d 05 h 05 min 36.0 s                |
| Mes tropical   | 27.321 58  | 2.360.584,7 | 27 dies 07 h 43 min 04,7 s             |
| Mes sideral    | 27.321 66  | 2.360.591,6 | 27 dies 07:43:11.6 s                   |
| Mes anomalista | 27.554 64  | 2.380.713,0 | 27 dies 13 hores 18 minuts 33,0 segons |
| Mes sinòdic    | 29.530 588 | 2.551.442,8 | 29 d 12 h 44 min 02.88 s               |